# Unthinkable – Der Preis der Wahrheit
Unthinkable – Der Preis der Wahrheit (deutsch: unvorstellbar, undenkbar, oder das Undenkbare) ist ein US-amerikanischer Thriller aus dem Jahr 2010. Regie führte Gregor Jordan, in den Hauptrollen sind Samuel L. Jackson, Carrie-Anne Moss und Michael Sheen zu sehen.
Der Film greift die seit den Terroranschlägen vom 11. September 2001 vor allem in den USA geführte Debatte um die Rechtfertigung von Folter auf (siehe auch Folter durch die USA, Extraordinary rendition und Black site) und zeigt drastisch, was dies in der Realität bedeuten kann – ohne letztlich eine einfache Lösung anzubieten.

## Handlung
Steven Arthur Younger, ein ehemaliger US-Soldat und Nuklearexperte, ist zum Islam konvertiert  und nennt sich Yusuf Atta Mohammed. Er verschickt ein Video mit der Drohung, in drei Tagen drei Atombomben in US-amerikanischen Großstädten explodieren zu lassen. Neben diversen Ermittlern und Angehörigen des Militärs wird auch die FBI-Agentin Brody auf den Fall angesetzt und in eine zum Einsatzzentrum umfunktionierte Schule gebracht, in der die Ermittlungen durchgeführt werden. Hier erfährt sie, dass Younger sich bereits in Gewahrsam befindet, nachdem er freiwillig mehr als 20 Minuten auf seine Festnahme in einem Kaufhaus gewartet hat, und vom Militär verhört wird. Ebenfalls im Einsatzzentrum befindet sich der Verhörspezialist „H“, ein Spezialist für „Black Ops“ (Schwarze Operationen), der beauftragt wird, das weitere Verhör zu führen. Younger bietet an, den Standort der Bomben freiwillig zu nennen, stellt aber Bedingungen: Der US-Präsident soll öffentlich erklären, dass die Regierung die Unterstützung für Diktatoren und Marionettenregime des Westens in der arabischen Welt einstellt, und dass sich alle US-Truppen aus muslimischen Ländern zurückziehen. Nur so könne die in seinen Augen seit langem verletzte Ehre der Bewohner dieser Länder wieder hergestellt werden. Die Militärs lehnen mit dem Hinweis kategorisch ab, dass die USA grundsätzlich nicht mit Terroristen verhandeln würden.
H geht schnell dazu über, körperliche Folter an Younger auszuüben, was Agent Brody zunächst massiv widerstrebt. Als eine der ersten Handlungen und als „Machtdemonstration“ schneidet H einen von Youngers Fingern ab. Brody versucht in den Folterpausen, Younger davon zu überzeugen, den Standort der Bomben zu verraten. Nach einem schmerzhaften Verhör verrät Younger dann tatsächlich eine Adresse. Es stellt sich heraus, dass dies nur eine Falle war, um Zeit zu gewinnen – die Soldaten lösen dort unbeabsichtigt durch einen versteckten Schalter eine Sprengstoff-Explosion in einem nahen Einkaufszentrum aus, bei der 53 Menschen sterben. Als Brody zurückkehrt und Younger außer sich vor Wut zur Rede stellt, meint dieser, dass die USA jeden Tag genau so viele Menschen in der arabischen Welt töten würden, und niemand würde sich darüber aufregen. Die Foltermethoden (u. a. Waterboarding) werden nun immer grausamer und unmoralischer (=undenkbar)  und inzwischen auch von Brody unterstützt, dennoch verrät Younger den Standort der Bomben nicht. Es zeichnet sich immer mehr ab, dass der gesamte Ablauf inklusive der Folter von ihm geplant bzw. vorhergesehen wurde.
Als weiteres Druckmittel wird schließlich Youngers Frau in den Verhörraum gebracht, jedoch lässt sich Younger weiterhin nicht zu einer Aussage über den Standort der Atombomben hinreißen. H plant, die Frau vor Youngers Augen zu foltern, wird aber von Brody und den Militärs abgehalten. Daraufhin tötet H vor den Augen von Younger die Frau mit einem Schnitt durch die Kehle. Die Zeit läuft immer weiter ab, obwohl zumindest eine Bombe durch Zufall gefunden werden konnte. Schließlich entscheidet sich H, Vorbereitungen zur Folter von Youngers beiden Kindern zu treffen, während der Terrorist dabei zusehen muss. Daraufhin nennt Younger die drei Standorte der Bomben. H fährt trotzdem mit den Vorbereitungen für die Folter fort, kann jedoch von den übrigen Anwesenden überwältigt werden. Er äußert den Verdacht, dass eine vierte Bombe existiert. Während der folgenden Diskussionen kann Younger dem Verhörleiter einen Revolver entreißen und erschießt sich damit.
In einer Version des Films bleibt die Frage offen, ob es tatsächlich, wie von H vermutet, eine vierte Bombe gab, die dann explodieren wird. In einer anderen Fassung ist kurz vor dem Abspann zu erkennen, dass eine vierte Bombe tatsächlich existierte. Das alternative Ende wurde nachträglich gedreht, nachdem in Testvorführungen bemängelt wurde, dass nicht aufgelöst werde, ob eine vierte Bombe existiere. Dieses alternative Ende wurde der DVD- und Blu-ray Disc-Fassung beigefügt sowie bei der deutschen Free-TV-Premiere im Ersten ausgestrahlt.

## Hintergrund
Der Film wurde in den USA in Los Angeles sowie in Michigan gedreht. Das Budget des Films wird auf 15 Millionen US-Dollar geschätzt. Die Produktion startete am 26. August 2008 und die Dreharbeiten fanden zwischen dem 21. Oktober 2008 und 9. Dezember 2008 statt. In Belgien war der Film ab dem 26. Mai 2010 zu sehen. Trotz Starbesetzung lief der Film nicht in den US-Kinos, sondern erschien wie in Kanada  am 15. Juni 2010 auf DVD und Blu-ray. Die DVD-Veröffentlichung in Deutschland erfolgte am 25. Februar 2011.

## Deutsche Synchronfassung
Die deutsche Synchronbearbeitung entstand bei Cinephon Synchron in Berlin.
| Darsteller        | Deutscher Sprecher       | Rolle                                    |
| ----------------- | ------------------------ | ---------------------------------------- |
| Samuel L. Jackson | Engelbert von Nordhausen | Henry Herold „H“ Humphries               |
| Carrie-Anne Moss  | Martina Treger           | Agent Helen Brody                        |
| Michael Sheen     | Marcus Off               | Steven Arthur Younger                    |
| Stephen Root      | Lutz Schnell             | Charlie Thompson                         |
| Gil Bellows       | Wolfgang Wagner          | Agent Vincent                            |
| Martin Donovan    | Frank Röth               | Stellvertretender Direktor Jack Saunders |
| Brandon Routh     | Tim Knauer               | Agent Jackson                            |
| Vincent Laresca   | Florian Halm             | Agent Leandro                            |
| Joshua Harto      | Tobias Nath              | Agent Phillips                           |
| Michael Rose      | Erich Räuker             | Colonel Kerkmejian                       |
| Holmes Osborne    | Helmut Gauß              | General Paulson                          |
| Necar Zadegan     | Natascha Geisler         | Jehan Younger                            |
| Yara Shahidi      | Xisa Eich                | Katie Humphries                          |
| Chris McGarry     | Matthias Klages          | Major Pierce                             |
| Randy Oglesby     | Kaspar Eichel            | Mr. Bradley                              |
| Sayeed Shahidi    | Cedric Eich              | Peter                                    |
| Lora Kojovic      | Ute Noack                | Rina Humphries                           |
| Kelly Vaughn      | Silke Matthias           | TV-Nachrichtensprecher                   |
| Sasha Roiz        | Peter Lontzek            | Übersetzer Lubitchich                    |
| Dayo Ade          | Tobias Kluckert          | Winston                                  |

## Rezeption
Samuel L. Jackson erhielt in Deutschland für seine eindringliche Darstellung des Folterers „H“ überwiegend Lob. Viele Kritiker lobten auch die Art und Weise, wie sich der Film dem geschilderten moralischen Dilemma nähert – vor allem, dass er keine eindeutigen Antworten gebe und dadurch den Zuschauer zum Nachdenken anrege. Fast durchgehend erwähnt wurde, dass der Film stellenweise durch die Folterdarstellungen schwer zu ertragen und eher etwas für starke Nerven sei.

„Seit dem 11. September 2001 ist die Angst vor dem Terror ständiger Berater der US-Politik. In seinem intelligenten Thriller ‚Unthinkable‘ (2010) verwischt Regisseur Gregor Jordan die Grenzen zwischen ‚Gut‘ und ‚Böse‘ und zeigt eine fragile Weltmacht, die angesichts einer bevorstehenden Katastrophe zu unmenschlichen und radikalen Mitteln greift. Die gelungene, teils bestialische Terrorismus-Parabel schaffte es leider nicht in die deutschen Kinos, feiert nun aber auf DVD und Blu-ray Disc Premiere.“

„‚Unthinkable‘ überführt die Frage nach dem Richtigen oder Falschen in eine Frage nach den Bedingungen der Frage selbst. Das Setting funktioniert als eine Art Mikrokosmos, in dem Vorzeichen neu gemischt werden. Jordans Kunstgriff ist es, sämtliche Perspektiven über die Zeit zu relativieren und mit dem Schlussakkord nebeneinander stehen zu lassen. Dadurch gelingt ihm eine Zurschaustellung der immanenten Logik von Moral. Diese funktioniert als Rechtfertigung für gnadenlose Folter ebenso wie für ihre radikale Ablehnung. Jordans Drama forciert diese Unauflösbarkeit in einer Art Dialektik des Erlebens. Das Undenkbare ist deshalb nicht nur die Grenzüberschreitung als solche, sondern auch die Unentscheidbarkeit des moralischen Widerspruchs in der Praxis. Mehr noch: ‚Unthinkable‘ lässt den Zuschauer diese Ambivalenz [Anm.: Mehrdeutigkeit, Unentscheidbarkeit] an sich selbst erleben – eine Leistung, die den Film trotz verhaltenen Beginns unbedingt sehenswert macht!“

„Thriller mit spannendem, politisch brisantem Stoff, der dem ethischen Dilemma aber nicht gerecht wird.“

„Foltern, um Leben zu retten? Der Film bietet keine Lösung für das moralische Dilemma – dafür aber ein packendes Psychoduell.“

In den USA erhielt der Film gemischte Kritiken, von harscher Ablehnung bis zu hohem Lob. Einige Kritiker monierten ungelenke und hölzerne Dialoge sowie weitere Schwächen in der filmtechnischen Umsetzung. Zudem waren sich US-Kritiker und das Publikum uneinig, was die Botschaft des Films sei – einerseits wurde kritisiert, dass er platte Stereotype ohne Tiefgang und einfache Antworten biete, andere lobten gerade umgekehrt, dass der Film sich einfachen Deutungen entziehen und bei näherer Betrachtung ein sehr differenziertes Bild bieten würde. Ebenso sahen manche die Botschaft des Films klar als „Pro-Folter“, während andere ein starkes Plädoyer gegen die Anwendung der Folter sahen. Andere meinten, der Film bemühe sich zuweilen zu offensichtlich darum, ja nicht für die eine oder andere Seite Partei zu ergreifen:

“Throughout ‘Unthinkable’, the filmmakers strive mightily -- and at times, much too obviously -- for balance and perspective. The give-and-take between opposing characters is passionately played, but the actual dialogue often sounds like excerpts from op-ed essays constructed from talking points. Worse, there is a distractingly bumpy, start-and-stop quality to the narrative as the heated arguments (and the bloody torture sessions) continue.”

## Gründe für den Direct-to-Video-Vertrieb
Teilweise wurde darauf hingewiesen, dass der Film angesichts der Starbesetzung und seiner hohen Qualität eigentlich in den US-Kinos hätte laufen müssen. Als möglicher Grund für die Tatsache, dass er nur auf DVD und Blu-ray (Direct-to-Video) erschien, wurde genannt, dass sein kritischer, nachdenklich machender Plot möglicherweise ein Hindernis gewesen sei. So seien andere kritische Filme zum Thema US-Militär, wie etwa Green Zone und Tödliches Kommando – The Hurt Locker, an den US-Kinokassen gefloppt. Dies sei möglicherweise bei Unthinkable ebenfalls befürchtet worden.